# اشلند (اورگن)
اشلند (به انگلیسی: Ashland) شهری در شهرستان جکسون ایالت اورگن است و در سرشماری سال ۲۰۱۱ میلادی، ۲۰٬۰۷۸ نفر جمعیت داشته که نسبت به سال ۲۰۱۰، ۰٫۸۸ درصد رشد جمعیت داشته‌است.